# Pizzofalcone

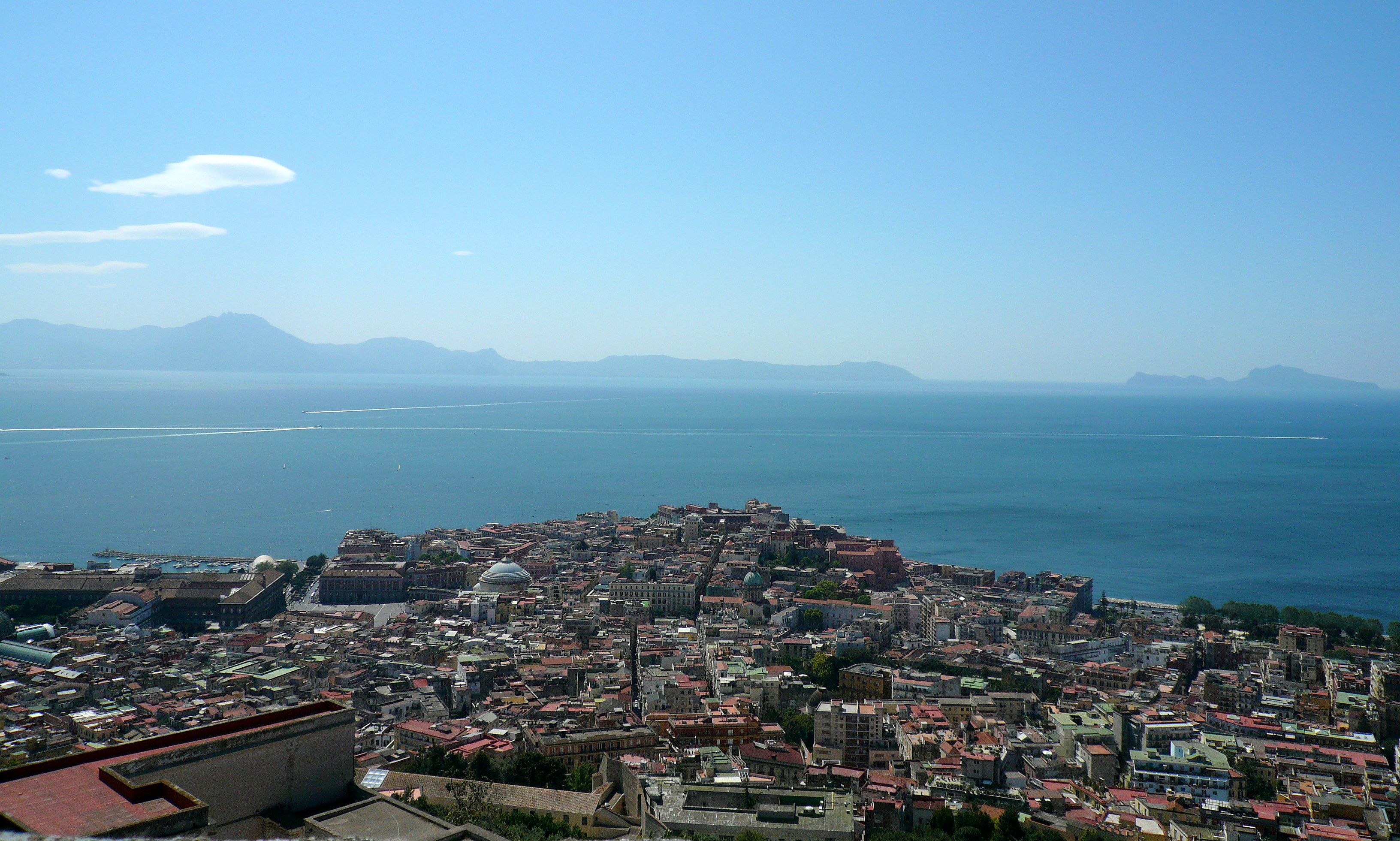
Kilátás a Castel Sant’Elmóból: középen a San Francesco di Paola templom, tőle jobbra a Pizzofalcone negyed és a tengerparti Chiaia negyed.

A Pizzofalcone Nápoly egyik negyede a Piazza Plebiscitótól északnyugatra, a hasonló nevű dombon.

## Története
A domb az egykori Monte Echia vulkáni kráter maradványa. Már a római időkben ismert és lakott vidék volt, legjellemzőbb ebből a korból származó épülete a Lucullus villa. Ennek helyére az 1. században erődöt építettek, mely később kolostor lett. Csupán a 14. században I. Aragóniai Alfonz uralkodása idején vált ismét erődítménnyé. Az erődítmény környéke a 16-17. században épült ki. 1927–1930 között épült meg a domb alatt átvezető Galleria della Vittoria közúti alagút.
A legendák szerint ezen a területen épült ki Parthenopé-Paleopolisz (az ősi Nápoly) akropolisza. 

## Látnivalók
A kerületbe a Piazza Plebiscito-ról lehet feljutni a legkönnyebben. Ennek a nyugati oldalán feltérve eljutunk a Piazzetta Salazarra, ahol a Művészeti Intézet 1878-ból származó épületét találjuk. Innen a kerület főutcái a Via Solitaria és a Via Egiziaca a Pizzofalcone vezetnek tovább. Ezek mentén számos műemlékjellegű épület található: a XVII. századbeli Santa Maria Egiziaca a Pizzofalcone templom, a Palazzo Caraffa di San Severino, majd a Nunziatella. A Piazza Plebiscito mögött található a Palazzo Serra di Cassano. 